# Bapla
Ne doit pas être confondu avec Bapla-Birifor.
Bapla est une localité située dans le département de Diébougou de la province du Bougouriba dans la région Sud-Ouest au Burkina Faso.

## Histoire
En 2006, le village de Bapla est scindé pour ériger en village autonome la localité de Nané.

## Démographie
| 2003 | 2006  | 2012 |
| ---- | ----- | ---- |
| -    | 1 155 | -    |

En 2006, cette localité comptait 1 155 habitants dont 52.3 % de femmes.

## Santé et éducation
Bapla accueille un centre de santé et de promotion sociale (CSPS) tandis que le centre médical avec antenne chirurgicale (CMA) se trouve à Diébougou.
Le village possède une école primaire publique.